# Ashwood Hall

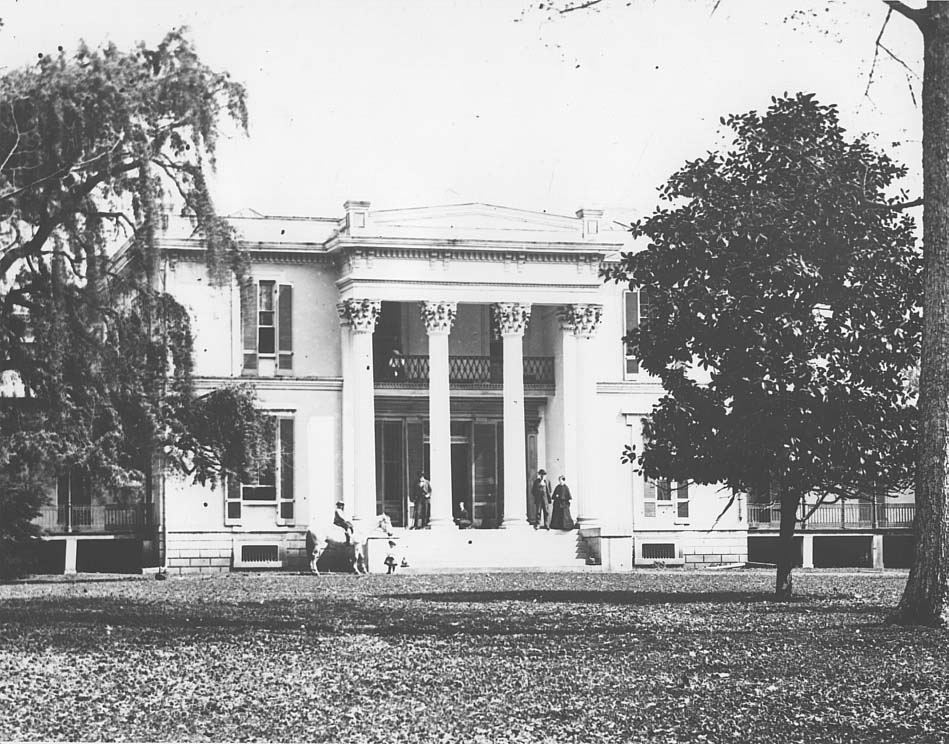
Ashwood Hall, ca. 1870

Ashwood Hall war ein im Greek-Revival-Stil errichtetes Herrenhaus in Maury County (Tennessee, USA).
Es lag im heutigen Gebiet von Ashwood, circa 9,5 km südwestlich von der Hauptstadt Maury Countys, Columbia. Das Land gehörte ursprünglich Colonel William Polk, einem Veteranen des amerikanischen Unabhängigkeitskrieges. Ashwood erhielt seinen Namen von dem ehemals dort stehenden Herrenhaus.
Das Herrenhaus wurde für einen von Polks Söhnen, den „The fighting Bishop“ Leonidas Polk von 1833 bis 1837 erbaut. Gegenüber dem Haus ließ dieser die St. John’s Episcopal Church von 1839 bis 1842 erbauen. 1847 verkaufte Polk das Anwesen an die Vermögenserbin Rebecca Vanleer, welche für einen Betrag von 35.000 USD seinen jüngeren Bruder Andrew Jackson Polk geheiratet hatte. Weitere 35.000 USD zahlte das Paar, um das Haus zu erweitern und zu modernisieren. Ihr Sohn, der Politiker und Diplomat Vanleer Polk sowie ihre Tochter, die Southern Belle Antoinette Polk, sind in dem Herrenhaus aufgewachsen.
Das Gebäude ist zweistöckig und aus Ziegelsteinen gebaut. An der Vorderseite wird es von vier korinthischen Säulen geziert. Leonidas Polk importierte drei exotische Bäume (Ginkgos) aus China, die er vor dem Anwesen pflanzen ließ.
Während des Sezessionskrieges organisierte Andrew Jackson Polk, der inzwischen zum Captain der konföderierten Armee ernannt wurde, auf dem Gelände von Ashwood Hall die Maury County Braves. Im darauffolgenden Jahr warnte Polks Schwester Antoinette das dort stationierte Heer, dass Unions-Truppen auf dem Weg dorthin seien. Als Folge wurde sie als eine „Heldin des Südens“ verehrt.
Obwohl Ashwood Hall eines der wenigen Herrenhäuser der Südstaaten war, welche den Sezessionskrieg überstanden, brannte das Anwesen 1874 nieder. Die drei gepflanzten Bäume haben den Brand überstanden und stehen noch heute an der ursprünglichen Stelle.